# 泗川市

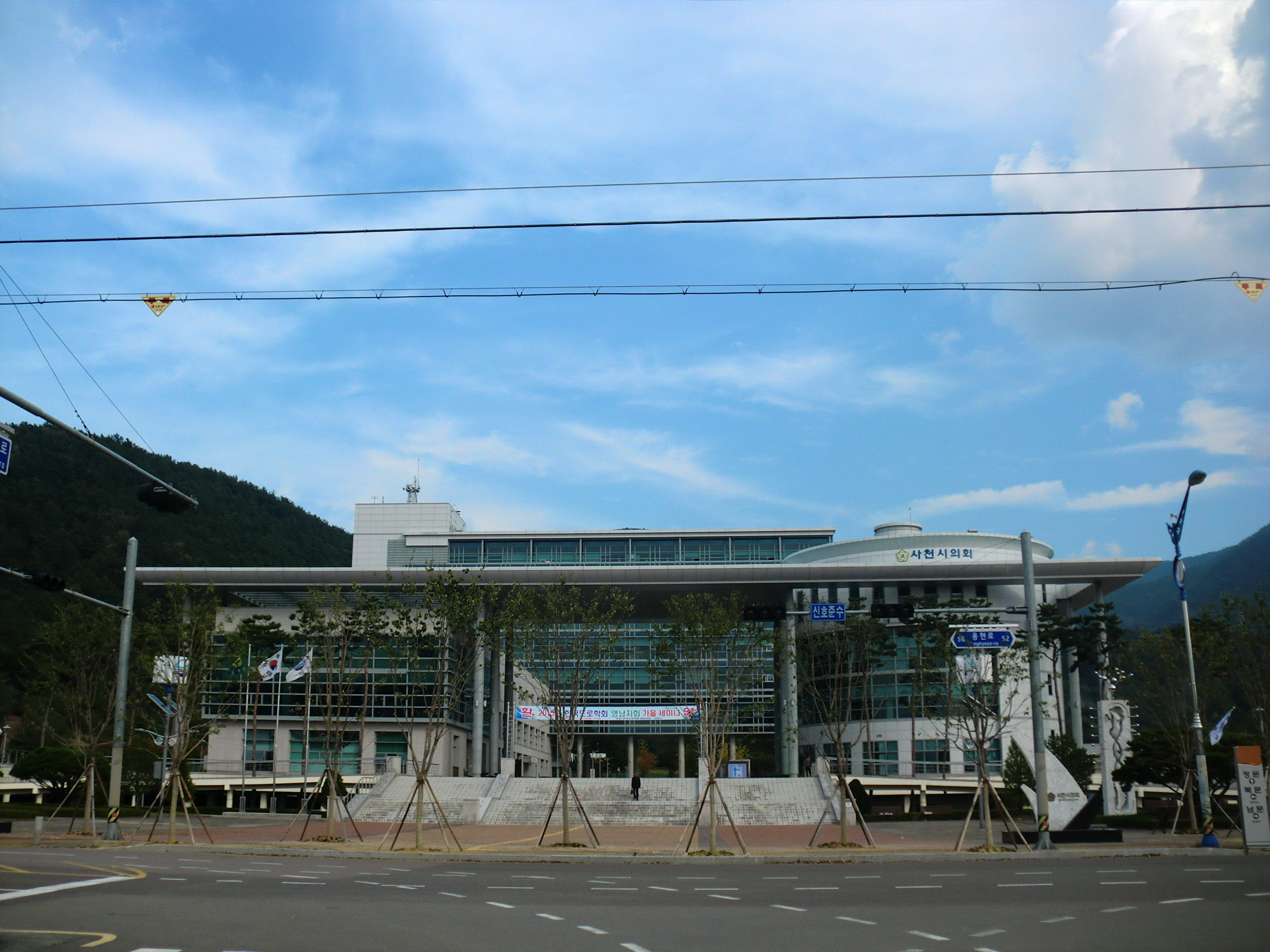
泗川市廳

泗川市（：／ Sacheon si */?），是韓國慶尚南道西南部的一個城市，南臨海。面積369.3平方公里，2005年人口111,293人，2015年人口118,566人。泗川市是韩国航空宇宙产业所在地。

## 歷史
1995年5月10日由三千浦市（삼천포시）與泗川郡（사천군）合併而成。

## 友好城市
- 慶尚南道宜寧郡
- 全羅北道井邑市
- 日本廣島縣三次市